# الشركة التونسية للتأمين وإعادة التأمين

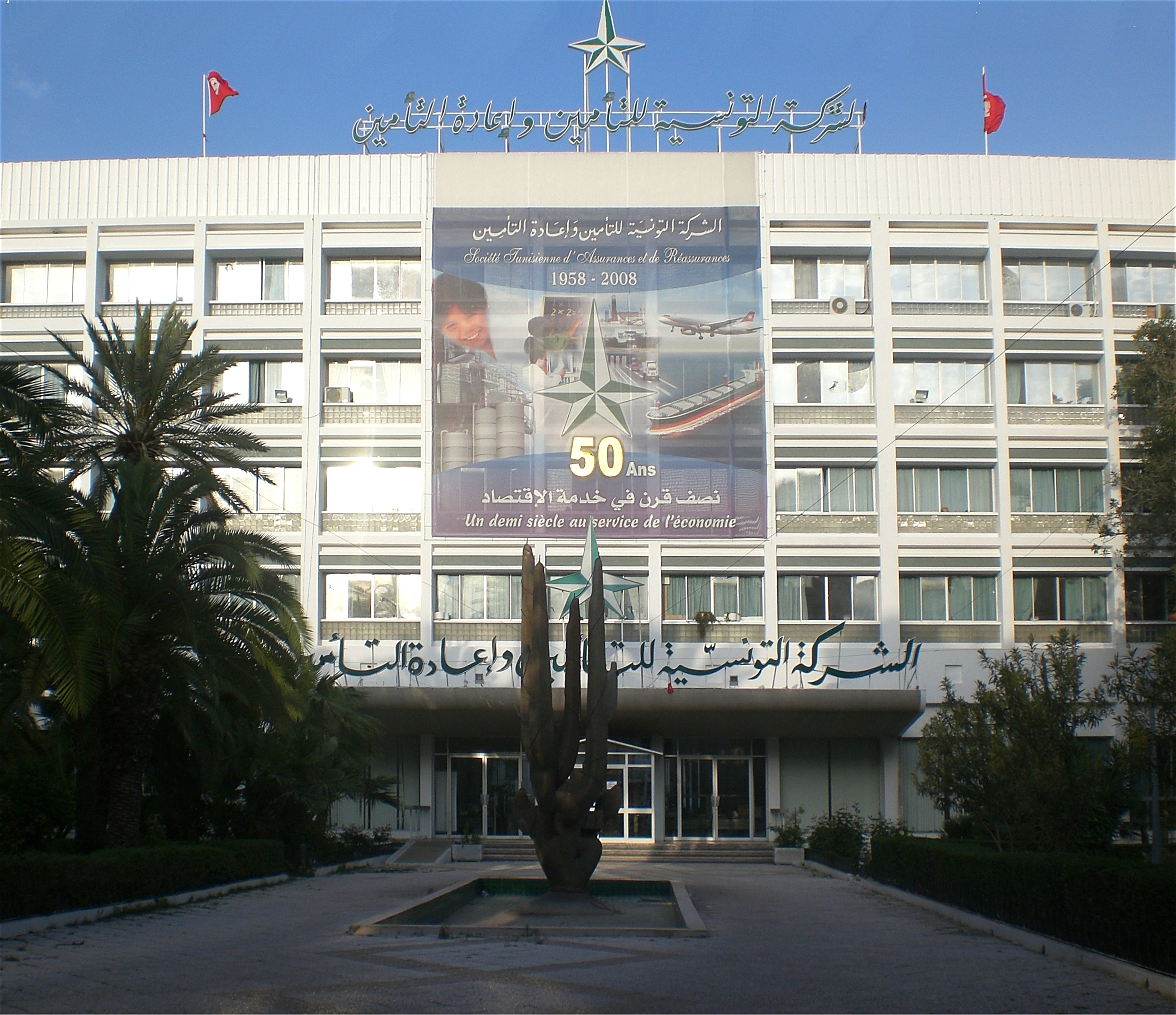
المقر الاجتماعي للشركة التونسية للتأمين وإعادة التأمين بمدينة تونس

شعار الشركة

الشركة التونسية للتأمين وإعادة التأمين أو اختصارًا ستار (بالفرنسية: Société tunisienne d'assurance et de réassurance أو اختصارًا STAR)‏ هي إحدى شركات التأمين التونسية. تأسست عام 1958 كشركة حكومية. وتحول 35 بالمائة من رأسمالها إلى المجموعة الفرنسية للتأمين المسماة غروباما (بالفرنسية: Groupama)‏.
وتعتبر شركة ستار شركة رائدة بالنسبة لشركات التأمين التونسية إذ تحتل المرتبة الأولى في مجال التأمين على الضرر وتستحوذ وحدها على ما نسبته 29 % كما تحتل المرتبة التاسعة في مجال التأمين على الحياة بما نسبته 5 %.

## وصلة خارجية
- شركة فرنسية تستحوذ على 35 % من شركة تونسية
- بين المجموعة الفرنسية وستار
- الموقع الرسمي http://www.star.com.tn/